# Judith Esser-Mittag
Judith Esser-Mittag (Dusseldorf, Alemanya, 12 novembre 1921 – 1 maig 2020), coneguda com a Judith Esser, va ser una ginecòloga alemanya. Va ser una experta en ginecologia infantil i juvenil i va promoure el treball interdisciplinari dels professionals de la pediatria i la ginecologia. Els seu coneixement profund de l'anatomia femenina va ajudar-la a dissenyar un nou tampó per absorbir el flux de la menstruació.
Judith Esser (en casar-se va afegir el cognom del seu marit, Mittag, al seu propi cognom) va estudiar medicina a Colònia i a Bonn, i va obtenir la llicenciatura el 1945. Va començar la seva pràctica clínica a la Landesfrauenklinik Wuppertal, on va especialitzar-se en obstetrícia i ginecologia. El 1952 va fundar l'Associació Mèdica per a l'Atenció a la Salut de les Dones, mitjançant la qual l'educació sexual va incloure's en el currículum escolar a final de la dècada de 1970. Va ser cofundadora, el 1978, de l'associació interdisciplinària de ginecòlegs i pediatres Grup de Treball de Ginecologia Infantil i Juvenil de l'Alemanya Occidental (AG), que després de la reunificació d'Alemanya va unir-se a l'associació equivalent de l'Alemanya Oriental.

## El tampó o.b.
Durant segles, les dones van improvisar tampons i compreses, però fins al 1936 no van sortir al mercat els primers tampons moderns, que van ser els Tampax, fabricats als Estats Units. Es basaven en els prototipus desenvolupats per Earle Haas, que va utilitzar un aplicador de cartó consistent en un tub ficat dins d'un altre tub. El 1947, en fullejar una revista americana, l'enginyer de cotxes alemany Carl Hahn i l'advocat Heinz Mittag hi van veure un anunci de tampons amb l'eslògan «be a rebel» (sigues rebel) i van decidir fabricar un producte semblant en el seu país. Però un model com el de Tampax era impossible a Alemanya en aquella època de postguerra, en què no hi havia cartó, necessari per fabricar l'aplicador del tampó. Calia trobar una alternativa, però els calia l'assessorament d'algú que tingués experiència en ginecologia. Després que el seu projecte fos rebutjar per alguns ginecòlegs, Karl Julius Ansekmino, director d'un clínica de dones de Wuppertal s'hi va interessar, però els va dir que allò era un treball per a una dona i els va proposar la col·laboració de Judith Esser, que aleshores era una de les seves ajudants. Li van encarregar que millorés el disseny del tampó americà per desenvolupar un tampó «digital», entenent per digital que es pogués inserir utilitzant els propis dígits (dits).
El producte va sortir al mercat el 13 de març de 1950 com a «Tampó o.b.». El nom deriva del terme alemany ohne binde, que significa «sense compresa». El tampó o.b. està format per capes de buata enrotllada i està dissenyat per expandir-se uniformement en totes direccions, de manera que ompli la cavitat vaginal més completament que un tampó menys flexible. Això el fa més eficaç per evitar filtracions. Amb capes de cotó i de raió s'aconsegueix l'absorció necessària. La idea d'Esser-Mittag va ser crear un producte que funcionés en el cos d'una dona oferint-li alhora la millor protecció. Com a nedadora activa, no estava satisfeta amb les opcions disponibles aleshores per a la higiene menstrual; i la seva formació de ginecòloga li permetia tenir iniciatives per trobar una opció millor per a les dones durant la menstruació. Les compreses no la satisfeien perquè no es podien dur dins de l'aigua, i trobava incòmodes els tampons amb aplicador, que no s'adaptaven al cos de la dona. Un tampó sense un aplicador tenia l'avantatge de ser còmode i fàcil d'inserir, i proporcionava bona protecció.
Després de la invenció d'aquest tampó nou, el producte es va fabricar en massa a Alemanya a l'empresa de Carl Hahn. Aquesta empresa, i la idea per al tampó digital o.b es va posar en venda i va ser comprada el 1974 per la multinacional estatunidenca Johnson i Johnson. El 1984, un anunci dels tampons o.b. emès per televisió als Estats Units mostrava la inventora, Judit Esser-Mittag. Més tard, el tampó o.b. es va fabricar en tres mides i tres tipus d'absorbència. El tampó sense un aplicador dissenyat per Esser-Mittag ha resultat ser un producte respectuós amb l'ambient.

## Reconeixement
El 1999 va rebre la Medalla Dobszay de la Societat Hongaresa d'Obstetrícia i Ginecologia.
El 16 de febrer de 2002. L'Arbeitsgemeinschaft Kinder- und Jugendgynäkologie (Grup de Treball de Ginecologia Infantil i Juvenil) va celebrar a Dusseldorf el simposi «Prevenció en ginecologia infantil i juvenil», en honor de Judith Esser-Mittag. En el simposi va ser nomenada sòcia d'honor del Grup i es va anunciar que, a partir d'aquell any, el premi anual del Grup passaria a anomenar-se «Premi Judith Esser-Mittag».